# Haliplus vancouverensis
Haliplus vancouverensis är en skalbaggsart som beskrevs av Matheson 1912. Haliplus vancouverensis ingår i släktet Haliplus och familjen vattentrampare. Inga underarter finns listade i Catalogue of Life.